# 吉岡雄二
吉岡 雄二（よしおか ゆうじ、1971年7月29日 - ）は、東京都足立区出身の元プロ野球選手（内野手・外野手、右投右打）、監督、コーチ。1995年から1997年までの登録名は「吉岡 佑弐」（読み同じ）。

## 経歴

### プロ入り前
東京都足立区立第十四中学校卒業後、帝京高校に入学。高校時代はエース投手であった。1989年の第61回選抜高等学校野球大会では同校は優勝候補の筆頭に挙げられたが、1回戦で報徳学園高校に敗退。その悔しさをバネに第71回全国高等学校野球選手権大会では、全5試合に先発し、5勝0敗3完封・防御率0.22（41回を投げて失点1・自責1）、打率.409（22打数9安打）・2本塁打・8打点を記録し、優勝を果たした。高校通算で51本塁打を放っており、打者として注目したプロ球団も多数あった。
同年のプロ野球ドラフト会議にて読売ジャイアンツから3位指名を受け、吉岡本人は当初打者で入団するつもりでいたが甲子園優勝投手という事から球団に勧められ、投手として入団。

### 巨人時代
1990年は右肩を手術し、リハビリに2年を費やした。
1992年シーズン終了後に内野手へ転向。同時期に監督に就任した長嶋茂雄が期待を表明した。
1993年は、野手転向1年目ながらイースタンリーグで15本塁打を放ち、一軍の試合にも出場する。シーズン終了後に背番号が61から10に変わる。秋季キャンプでは、田尾安志から「3割30本は打てる。首脳陣も、フルシーズン彼を使ってほしい」と絶賛された。
1994年は、オープン戦では2HR、5打点でチーム二冠だったが、開幕前に二軍落ちして一軍出場なし。イースタン・リーグでは、打率.288（4位）、22HR、72打点を記録し、本塁打王と打点王を獲得した。また、110安打と72打点はいずれもイースタンリーグ新記録であった。
1995年はチームが優勝戦線から脱落すると三塁手としてスタメンの機会を与えられ（出場した30試合はすべてスタメンとしての起用であった）、短期間で満塁本塁打2本を含む4本塁打を放ち打点も18を記録する等翌年のレギュラー候補となる。
1996年は、オープン戦でダイエーホークスのヒデカズ、吉田豊彦、武田一浩という主力投手から3本塁打を放つなど好調で、開幕を一軍で迎える。しかし、新外国人として獲得したジェフ・マントが開幕から三塁手でスタメン出場していたため、開幕戦から9試合目まではベンチ入りしていながら、試合の大勢が決まったときの落合博満への代走（1試合）・守備（1試合）での出場であり、打席の機会が全く与えられなかった。マントは開幕9試合でスタメンを外されたが、開幕10試合目からは長嶋一茂が一軍に昇格して9試合連続の三塁スタメンとなり、吉岡自身はベンチ入りしていながらそれ以降17試合目まで出場機会すら全く与えられず、シーズン初打席は開幕18試合目（1993年以来の代打）だった。この起用について、吉岡は「開幕から一軍の試合に出られないのがすごく歯がゆかった」「せめてマントに見切りをつけた段階で、先発で少しでも使ってもらいたかった」と述べている。その後は、5月中旬まで長嶋と併用される形でスタメン起用されていたが、長嶋が5月13日に土井正三コーチに対する舌禍事件を起こして5月16日をもって二軍落ちする。しかし、これ以降は仁志敏久が三塁で起用されたことにより、前年よりも出場を減らす結果となった。また、一軍に帯同していた期間が長かったため、二軍での出場も35試合にとどまったが、それでも10本塁打を記録した。

### 近鉄時代
1997年1月14日に石井浩郎との交換トレードで石毛博史とともに近鉄バファローズへ移籍。
野手転向から近鉄移籍直後までの間は、控え選手として不規則な出場機会と自らの調子をあわせることがうまくいかなかったことについて、その後の現役時代に振り返っている（外野は礒部公一、鈴木貴久らと併用）。
1998年はフィル・クラークが膝の状態を考慮され指名打者に固定されると一塁手のレギュラーで主に7番に定着し、規定打席に未到達ながら、前年までの通算7本塁打を上回り、自身初の2桁本塁打(13本塁打)を記録。
1999年は開幕からレギュラーとして出場を重ね、プロ入り10年目にして初の規定打席に到達。打率.276、13本塁打、57打点、チーム最多の12盗塁を記録した。
2000年は、新たに監督に就任した梨田昌孝から「吉岡は2割7、8分、25本塁打は打てる男」とキャンプ中から期待され、オープン戦は.500近い打率と調子がよかったが、4月3日にブレイディー・ラジオ（福岡ダイエーホークス）から受けた死球で、骨折は免れたものの重傷の怪我を負い、その後太ももも負傷、開幕から出遅れた。7月9日に5番だったフィル・クラークが骨折した後は7番から5番に昇格し、打率.290、自己最多となる18本塁打でクラークの穴埋めとして活躍した。
2001年は3月31日の西武ライオンズ戦、6月22日のダイエー戦、9月11日の千葉ロッテマリーンズ戦で、同僚の中村紀洋と並ぶ年間3本の満塁本塁打（通算26人目で通算28度目）を放った。なお、6月22日のダイエー戦では、二塁打を打てばサイクル安打達成という場面で満塁本塁打を放ち、第5打席でシングルヒットを打ったため、サイクル安打達成はならなかった。この年は自己最高の26本塁打、85打点を記録し、6番打者として勝負強い打撃でパ・リーグ優勝に貢献。リーグ優勝を決めた9月26日の対オリックス・ブルーウェーブ戦では、中盤にリードを許す痛恨の2失策を喫したが、9回裏の先頭打者として大久保勝信から左前安打を放って北川博敏の劇的な逆転サヨナラ満塁本塁打を呼び込んだ。しかし、ヤクルトスワローズとの日本シリーズでは第3戦の7回表に安打を放ったのみの17打席で1安打と抑え込まれ、ヤクルトに1勝4敗で敗退した。
2002年も全試合に出場し、打率.269、26本塁打、72打点を記録。初めてオールスターゲームに選出された。
2003年は5年連続で規定打席に到達し、自身初の打率3割をマーク。しかし欠場試合数が多かったことやチャンスでの凡退が多く打点が60打点に留まったことを理由に、オフに減俸を受け入れている。
直球に強く、1998年から6年連続2桁本塁打を記録し、近鉄で通算116本塁打を放つなど、いてまえ打線の一員として活躍してきた。
2004年は3月14日のオープン戦の対ヤクルト戦で、安打を放って一塁ベースを回った際にアキレス腱断裂の重傷を負い、1年を棒に振る。チームの本拠地最終戦である9月24日の対西武戦で代打で出場し、豊田清からライトフライを放ったのがこの年唯一の打席だった。11月、オリックスとの球団合併に伴う分配ドラフトで、自身の希望通りに新規参入球団である東北楽天ゴールデンイーグルスへ移籍。

### 楽天時代
楽天の一員としてプレーするにあたり、報道陣からかつて仙台育英高等学校の全国制覇を阻んだことに触れられて、「今度は仙台を優勝させるために頑張りたい」と答えたという。
2005年は、広角に打ち分ける打撃スタイルから、2年ぶりに規定打席に到達して、チーム最高の打率.282、チーム最多の23二塁打を放ち、チーム2位の52打点を挙げ、チーム創設1年目の手薄な野手陣にあって、3番打者として活躍した。一塁手としての守備も、リーグ3位の守備率.994と堅実かつ無難にこなした。
2006年は前半戦で33試合に出場したものの、故障したアキレス腱の調子と付き合いながらのためか、極度の打撃不振に陥り一軍登録を抹消された。二軍でバッティングフォームの改造に着手。ここでは、「バットを真っすぐに立て、グリップを低い位置で構えていた以前のフォームを一新し、バットを寝かせてグリップを高く構えるようにした」打撃フォームで、一軍に再昇格。8月26日にタイムリーを含むマルチ安打を記録した。その後は復調の気配を見せたが不振に陥り、再度一軍登録抹消。結局、0本塁打に終わった。
2007年は開幕を二軍で迎えたがファームでは好成績を残し、7月3日付で一軍に登録される。7月11日のオリックス21回戦（フルキャストスタジアム宮城）で代打で出場し、史上422人目の通算1000試合出場を達成した。
2008年は、7月27日のオリックス戦で、同点で迎えた9回表に代打で出場し、菊地原毅から決勝の適時二塁打を放ったが、12試合の出場に留まり、シーズン終了後の10月に戦力外通告を受けた。現役続行を希望し、11月に12球団合同トライアウトを受けたが獲得球団はなかった。

### 楽天退団後
その後は米球界に挑戦するため2009年2月に渡米するも契約がまとまらず、4月にメキシコ入り。リーガ・メヒカーナ・デ・ベイスボル数球団のテストを受け、ヌエボラレド・オウルズ（テコロテ・ヌエボラレド）に入団。同リーグで日本人野手の契約は初めて。リーガ・メヒカーナ・デ・ベイスボルでは打率.280、5本塁打37打点の成績を残した。2009年限りでヌエボラレドを退団。2010年はメキシコ国内の野球アカデミーで指導を行っていたが、12月に現役引退を表明した。

### 引退後
2011年1月、四国アイランドリーグplus・愛媛マンダリンパイレーツの打撃コーチに就任、3シーズン務めた。2013年11月、来シーズンの契約辞退を申し入れ、辞任した。
その後、12月4日にベースボール・チャレンジ・リーグ・富山サンダーバーズ（2015年より富山GRNサンダーバーズ）の監督に就任することが発表された。富山では4シーズン指揮を執り、地区半期優勝を3度達成したが、ポストシーズンで地区年間優勝以上に進むことはできなかった。2017年の退任後の取材に対して、「チームをどうやって動かして戦うのか、よく学ぶことができた。選手と一緒に成長でき、いろんな人に支えられた」「在任中にもっと多くの選手を、NPB入りさせたかった」と述べた。
2017年11月2日、北海道日本ハムファイターズの二軍打撃コーチ就任が発表された。
2020年11月18日、契約満了により退団することが発表された。
2020年12月17日、富山GRNサンダーバーズの監督に就任することが発表された。4年ぶりの復帰となる。富山では2度の所属リーグの変更（BCリーグ→日本海オセアンリーグ→日本海リーグ）をはさんで4シーズン指揮を執り、このうち日本海リーグの初年度だった2023年にはリーグ優勝を達成している。
2024年10月31日、東京ヤクルトスワローズのコーチに就任することが発表されるとともに、富山監督を退任（退団）することも明らかにされた。役職は打撃コーチで、背番号は80。

## 選手としての特徴・人物
巨人ＯＢの青田昇は吉岡の甲子園でのバッティングを見て「田淵幸一の様なホームラン打者としての素質がある」と発言したり、吉岡がドラフト指名された直後には「巨人は元木が取れなくても吉岡が獲れたのは大きい」と言って吉岡のバッティングセンスを高く評価していた。投手として入団し、怪我により投手として結果が出せないままでいた二年目のオフ、青田が番組の取材そっちのけに直接吉岡本人に野手転向を勧めるほど吉岡が打者として生きていく事を熱望していた。その後の打者としての活躍は、青田の目利きが正しかった事を証明する結果となった。ただし、前述の通り巨人では機会を与えてもらえず、その才能は近鉄移籍後に発揮されることになる。
勝負強い打撃が武器の強打者。近鉄移籍後の2001年は"いてまえ打線"の一角としてリーグ優勝に大きく貢献した。

## 詳細情報

### 年度別打撃成績
| 年 度      | 球 団      | 試 合 | 打 席 | 打 数 | 得 点 | 安 打 | 二 塁 打 | 三 塁 打 | 本 塁 打 | 塁 打 | 打 点 | 盗 塁 | 盗 塁 死 | 犠 打 | 犠 飛 | 四 球 | 敬 遠 | 死 球 | 三 振 | 併 殺 打 | 打 率 | 出 塁 率 | 長 打 率 | O P S |
| ---------- | ---------- | ----- | ----- | ----- | ----- | ----- | -------- | -------- | -------- | ----- | ----- | ----- | -------- | ----- | ----- | ----- | ----- | ----- | ----- | -------- | ----- | -------- | -------- | ----- |
| 1993       | 巨人       | 10    | 33    | 30    | 1     | 8     | 0        | 0        | 0        | 8     | 2     | 0     | 0        | 0     | 1     | 2     | 0     | 0     | 7     | 1        | .267  | .303     | .267     | .570  |
| 1995       | 巨人       | 30    | 104   | 91    | 9     | 19    | 3        | 0        | 4        | 34    | 18    | 0     | 0        | 0     | 4     | 8     | 0     | 1     | 17    | 2        | .209  | .269     | .374     | .643  |
| 1996       | 巨人       | 29    | 41    | 38    | 3     | 5     | 0        | 0        | 1        | 8     | 4     | 1     | 0        | 0     | 1     | 2     | 0     | 0     | 16    | 1        | .132  | .171     | .211     | .381  |
| 1997       | 近鉄       | 22    | 33    | 27    | 8     | 7     | 1        | 0        | 2        | 14    | 4     | 2     | 0        | 1     | 0     | 3     | 0     | 2     | 9     | 0        | .259  | .375     | .519     | .894  |
| 1998       | 近鉄       | 81    | 222   | 190   | 39    | 51    | 11       | 3        | 13       | 107   | 32    | 1     | 0        | 7     | 1     | 21    | 0     | 3     | 56    | 1        | .268  | .349     | .563     | .912  |
| 1999       | 近鉄       | 131   | 486   | 420   | 56    | 116   | 28       | 1        | 13       | 185   | 57    | 12    | 6        | 9     | 1     | 50    | 3     | 6     | 86    | 9        | .276  | .361     | .440     | .801  |
| 2000       | 近鉄       | 115   | 481   | 434   | 58    | 126   | 27       | 4        | 18       | 215   | 65    | 2     | 3        | 2     | 3     | 41    | 3     | 1     | 93    | 9        | .290  | .351     | .495     | .846  |
| 2001       | 近鉄       | 127   | 538   | 456   | 76    | 121   | 22       | 1        | 26       | 223   | 85    | 2     | 0        | 9     | 4     | 66    | 4     | 2     | 114   | 6        | .265  | .357     | .489     | .847  |
| 2002       | 近鉄       | 140   | 569   | 520   | 66    | 140   | 40       | 3        | 26       | 264   | 72    | 4     | 2        | 4     | 2     | 36    | 1     | 7     | 126   | 20       | .269  | .324     | .508     | .832  |
| 2003       | 近鉄       | 126   | 479   | 433   | 63    | 130   | 25       | 1        | 18       | 211   | 60    | 3     | 5        | 2     | 2     | 39    | 3     | 3     | 91    | 10       | .300  | .361     | .487     | .848  |
| 2004       | 近鉄       | 1     | 1     | 1     | 0     | 0     | 0        | 0        | 0        | 0     | 0     | 0     | 0        | 0     | 0     | 0     | 0     | 0     | 0     | 0        | .000  | .000     | .000     | .000  |
| 2005       | 楽天       | 116   | 427   | 387   | 46    | 109   | 23       | 0        | 10       | 162   | 52    | 0     | 0        | 0     | 6     | 30    | 2     | 4     | 67    | 23       | .282  | .335     | .419     | .753  |
| 2006       | 楽天       | 49    | 159   | 146   | 10    | 35    | 5        | 0        | 0        | 40    | 6     | 0     | 0        | 0     | 2     | 9     | 0     | 2     | 31    | 4        | .240  | .289     | .274     | .563  |
| 2007       | 楽天       | 23    | 47    | 44    | 5     | 11    | 3        | 0        | 0        | 14    | 5     | 1     | 0        | 0     | 0     | 3     | 0     | 0     | 8     | 3        | .250  | .298     | .318     | .616  |
| 2008       | 楽天       | 12    | 17    | 16    | 0     | 5     | 1        | 0        | 0        | 6     | 1     | 0     | 0        | 0     | 0     | 1     | 0     | 0     | 7     | 0        | .313  | .353     | .375     | .728  |
| 通算：15年 | 通算：15年 | 1012  | 3637  | 3233  | 440   | 883   | 189      | 13       | 131      | 1491  | 463   | 28    | 16       | 34    | 27    | 311   | 16    | 31    | 728   | 89       | .273  | .340     | .461     | .801  |

- 各年度の太字はリーグ最高

### 記録
NPB初記録
- 初出場・初先発出場：1993年10月2日、対広島東洋カープ23回戦（東京ドーム）、7番・三塁手として先発出場
- 初安打：同上、6回裏に高橋英樹から
- 初打点：1993年10月6日、対横浜ベイスターズ25回戦（横浜スタジアム）、5回表に三浦大輔から
- 初本塁打：1995年9月2日、対広島東洋カープ21回戦（東京ドーム）、6回裏に望月秀通からソロ
- 初盗塁：1996年4月5日、対阪神タイガース1回戦（東京ドーム）、8回裏に二盗（投手：中ノ瀬幸泰、捕手：関川浩一）

NPB節目の記録
- 100本塁打：2002年9月11日、対日本ハムファイターズ24回戦（東京ドーム）、9回表に清水章夫から左越ソロ ※史上223人目
- 1000試合出場：2007年9月11日、対オリックス・バファローズ21回戦（フルキャストスタジアム宮城）、8回裏に鉄平の代打として出場 ※史上422人目

NPBその他の記録
- オールスターゲーム出場：1回 （2002年）

### 背番号
- 61（1990年 - 1993年）
- 10（1994年 - 1996年）
- 41（1997年 - 2000年）
- 3（2001年 - 2008年）
- 33（2009年）
- 81（2011年 - 2017年、2021年 - 2024年）
- 87（2018年 - 2020年）
- 80（2025年 - ）

### 登録名
- 吉岡 雄二 （よしおか ゆうじ、1990年 - 1994年、1998年 - 2008年）
- 吉岡 佑弐 （よしおか ゆうじ、1995年 - 1997年）

## 関連情報

### 出演
テレビ番組
- 夢対決!とんねるずのスポーツ王は俺だ!スペシャル（テレビ朝日系） - 2012年7月放送分より、「リアル野球BAN」コーナーで「石橋JAPAN」の一員として出演している。帝京高校野球部の先輩である石橋貴明の誘いによるもの。東京ドームや西武ドームで金属バットながらスタンドに放り込むなど現役時代と変わらぬパワーを見せつけている。東京ドームでは、木製バットで左中間スタンドにホームランを叩き込んだ場面もあった。対戦相手のチーム（現役のプロ野球選手）からは、「（元プロの）吉岡さんが金属（バット）使うのは反則でしょ!」と毎年の様に抗議が入る。

## 参考資料
- 矢崎良一『元・巨人: ジャイアンツを去るということ /』ザ・マサダ、1999年。ISBN 491597779X。